# Liga Santa (1538)
La Liga Santa de 1538 fue una efímera alianza entre estados cristianos organizada por el papa Paulo III a instancias de la República de Venecia.
En 1537, el almirante otomano Jeireddín Barbarroja, capturó la fortaleza veneciana de Corfú y asoló las costas de Calabria. Ante esta amenaza, el papa Paulo logró en febrero de 1538 organizar la Liga Santa, conformada por los Estados Pontificios, la República de Venecia, los Caballeros de Malta, las Españas y los reinos de Nápoles y Sicilia, gobernados por españoles.
Para confrontar a las cerca de 120 galeras y fustas de  Barbarroja, la Liga reunió en septiembre de 1538 una flota de 302 barcos (162 galeras y 140 barcos de vela) cerca de Corfú. El almirante genovés Andrea Doria, que para entonces estaba al servicio del emperador Carlos I, fue nombrado comandante supremo de la flota.
Las dos flotas se enfrentaron el 28 de septiembre de 1538 en la batalla de Préveza, en la que Barbarroja derrotó de manera decisiva a la alianza cristiana que era superior en términos de números. Doria mostró un liderazgo poco vigoroso en la batalla y se cree ampliamente que esta fue una de las principales causas de la derrota. En general, se cree que su indecisión a la hora de poner sus propios barcos en plena acción (Doria era dueño de varios de ellos) y de sacrificarlos por el bien de Venecia, tradicional rival de su ciudad natal de Génova, explican sus acciones en Préveza.